# ناحیه قل
ناحیه قل (به عربی: دائرة القل) یک ناحیه در الجزایر است که در استان سکیکده واقع شده‌است. ناحیه قل ۲۲۸٫۲۸ کیلومتر مربع مساحت و ۶۳٬۰۷۱ نفر جمعیت دارد.